# (4143) Huziak
(4143) Huziak ist ein Hauptgürtelasteroid, der am 29. August 1981 von Laurence G. Taff vom Observatorium in Socorro aus entdeckt wurde.
Der Asteroid wurde nach dem kanadischen Amateur-Astronomen Richard Huziak (* 1957) benannt.